# Intercontinental Kabul

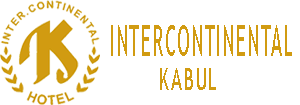
Das Logo des Hotels

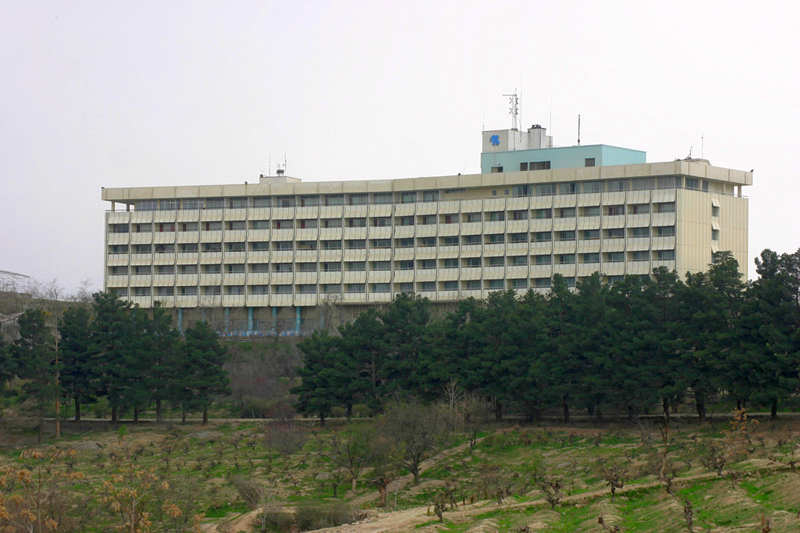
Das Intercontinental Kabul im Jahr 2006

Das Intercontinental Kabul ist ein Hotel in der afghanischen Hauptstadt Kabul. Das sechsstöckige Hotel, welches vornehmlich von westlichen Gästen gebucht wird, ist eines der größten des Landes und beschäftigte 2018 rund 300 Mitarbeiter. Aufgrund von terroristischen Angriffen auf Gäste stand es in der Vergangenheit mehrmals im Fokus medialer Berichterstattung.
Das Intercontinental Kabul wurde in den 1960er Jahren von der InterContinental Hotels Group (IHG) als internationales Luxushotel entwickelt. Der Bau wurde ab April 1967 durch den britischen Baukonzern Taylor Woodrow (heute: Taylor Wimpey) durchgeführt und 1969 abgeschlossen. Die Einweihung wurde am 9. September 1969 durch den letzten König Afghanistans, Mohammed Zahir Schah, vorgenommen. In der Demokratischen Republik Afghanistan wurde das Hotel letztlich unter dem Protest des ursprünglichen Eigentümers IHG verstaatlicht.
Am 28. Juni 2011 kam es zu einem ersten großen Terroranschlag der Taliban auf das Hotel und seine Gäste. Sieben Angreifer drangen in das Hotelgelände ein und töteten unter dem Gebrauch von Feuerwaffen und Granaten mindestens 11 Gäste. Ein ähnlicher Angriff im Januar 2018 forderte mindestens 42 Todesopfer, darunter die deutsche Brigitte Weiler. Im Jahr 2018 wurde die Hotelzufahrt durch mehrere Kontrollpunkte und rund 140 Wachleute gesichert.
Mit dem ehemaligen Hoteleigentümer IHG verbindet das Intercontinental Kabul nichts mehr, das Hotel befindet sich heute in Staatsbesitz.